# Liste der Monuments historiques in Lignières-sur-Aire
Die Liste der Monuments historiques in Lignières-sur-Aire führt die Monuments historiques in der französischen Gemeinde Lignières-sur-Aire auf.

## Liste der Objekte
| Bezeichnung               | Beschreibung                           | Standort                                     | Kennzeichnung | Schutzstatus | Datum | Bild |
| ------------------------- | -------------------------------------- | -------------------------------------------- | ------------- | ------------ | ----- | ---- |
| Skulptur Madonna mit Kind | Stein, farbig gefasst, 18. Jahrhundert | in der Kirche Assomption-de-la-Vierge (Lage) | PM55001978    | Inscrit      | 2003  |      |